# Kumanovska reka
Kumanovska reka (makedonski: Кумановска река, albanski: lumi i Kumanovës) je mala rijeka, na sjeveroistoku Republike Makedonije, koja svoj kratki tok ima uglavnom kroz grad Kumanovo.
Rijeka nastaje spajanjem njenih glavnih sastavnica; Lipkovske reke i Tabanovačke reke, na sjevernom ulazu u grad, zatim desetak kilometara južnije ima svoj uvir u rijeku Pčinju, kao njena desna pritoka. Ljeti gotovo da presahne, ali za vrijeme kiša(u proljeće i jesen), često plavi. Vrlo je zagađena, tako da ima vode IV kategorije. Lipkovska i Tabanovačka reka, izviru na padinama Skopske Crne gore. Tabanovačka reka, poznata je i pod imenom Banjska reka ( u donjem dijelu je zovu Konjarska reka ), izvire na granici s Kosovom, zatim teče kroz Kosovo na sjever u Srbiju, te onda zavija na jug i ulazi u Makedoniju kod mjesta Tabanovce. Vrlo je zagađena, osobito ljeti kad ima vrlo malo vode, a prima u sebe brojne otpadne vode.

## Vanjske poveznice
|  | Zajednički poslužitelj ima još gradiva o temi Kumanovska Reka |